# منتخب صربيا تحت 18 سنة لكرة الطائرة للسيدات
منتخب صربيا تحت 18 سنة لكرة الطائرة للسيدات هو ممثل صربيا الرسمي في المنافسات الدولية في كرة طائرة للسيدات تحت 18 سنة .